# Rovina (gmina Brănișca)
Rovina – wieś w Rumunii, w okręgu Hunedoara, w gminie Brănișca. W 2011 roku liczyła 212 mieszkańców.